# Východní Kordillera (Bolívie)
 Východní Kordillera, španělsky Cordillera Oriental, je horské pásmo And na západě a jihozápadě Bolívie. Tvoří východní část And v Bolívii. Rozkládá se od státní hranice s Peru až k hranici s Argentinou. Západní hranici bolivijské Východní Kordillery tvoří náhorní plošina Altiplano, východní hranici tvoří tzv. yungas a níže oblast Amazonie.
Nejvyšší horou je Illimani v pohoří Cordillera Real.

## Geografie
Na severu navazuje bolivijská Východní Kordillera na peruánskou Východní Kordilleru svoji nejvyšší části pohořím Cordillera Real, tj. Královskou Kordillerou.
Horské pásmo je rozčleněné hlubokými soutěskami přítoků řeky Beni. Směrem na západ, se mezi Východní Kordillerou a Západní Kordillerou rozkládá okolo 400 kilometrů široká náhorní plošina Altiplano. Ta dosahuje nadmořské výšky 3 200 až 3 800 metrů. V jižní části Východní Kordillery dosahuje největší výšky pohoří Cordillera Cochabamba (přes 5 000 metrů).